# Vizio
Vizio Inc. (gestileerd als VIZIO) is een Amerikaans bedrijf dat consumentenelektronica produceert.

## Beschrijving
Het bedrijf werd opgericht in 2002 door William Wang onder de naam V Inc. In 2004 werd de naam omgedoopt naar Vizio. Het bedrijf ontwerpt en produceert onder meer televisies, soundbars en audiosystemen. In het verleden maakte Vizio ook tablets, mobieltjes en computers. Het maakte in 2012 producten voor de Google TV.